# Syndicalisme au Maroc
Le mouvement syndical au Maroc a vu le jour après la Première Guerre mondiale et l'installation du protectorat Franco-espagnol et international au Maroc, et notamment en 1936 à travers l'Union Générale des Syndicats Marocains - UGSM, organisation créée au sein de la section marocaine de la CGT française. 
Le 20 mars 1955 avec la création dans la clandestinité du premier syndicat national exclusif aux Marocains, l'Union Marocaine du Travail (UMT). Le Maroc étant encore sous protectorat français, le gouvernement fit vite paraître son point de vue sur l'apparition de cette centrale syndicale. Il déclare le 21 mars 1955 que « la création d'un tel organisme n'est pas compatible avec la législation actuellement en vigueur au Maroc. Le droit syndical des Marocains ne peut être institué, comme dans tous les pays du monde que par la loi, c'est-à-dire au Maroc par un dahir ». L'UMT ne sera reconnue comme centrale syndicale qu'après son expansion dans tout le Maroc, en 1956, elle dénombre 65 000 adhérents. Sa réussite lui vient aussi du roi Mohammed V qui lui confère
le statut « d'héritière » du mouvement national. Aujourd'hui, on compte une vingtaine de syndicats professionnels au Maroc. Toutefois, ce paysage syndical est marqué par un pluralisme « exagéré ». En effet, parmi les 12 millions travailleurs marocains, seulement 5 % sont syndiqués (soit 600 000 environ).

## Histoire du syndicalisme au Maroc
Jusqu'à la fin du XIXe siècle, les artisans marocains ont été organisés en corporations dirigées par des représentants appelés l'« amine » et le « mohtassib », ceci constitue la première structure du syndicalisme au Maroc. Au début des années 1930, lors du protectorat français au Maroc, quelques associations ouvrières voient le jour, notamment celles des pêcheurs et cheminots marocains, elles se sont ensuite transformées en petits syndicats professionnels. En effet, les autorités françaises interdisaient la création de syndicats nationaux, les travailleurs avaient le droit d'adhérer aux syndicats français, notamment la CGT, la FO et la CFTC. En 1936, la résidence générale du protectorat français décrète la première loi organisant les syndicats professionnels au Maroc. 

### L'Union Générale des Syndicats Marocains UGSM dès 1936
Dès 1936 l'Union générale des syndicats marocains - UGSM voit le jour. Il s'agit d'une union départementale de la CGT, Confédération Générale du Travail et principale organisation syndicale des français établis au Maroc depuis le début du régime du protectorat au Maroc en 1912. L'UGSM revendique jusqu'à 80 000 adhérents, français et marocains, et son comité directeur est composé de 4 membres du Parti Communiste Marocain (PCM) et de 4 membres du Parti de l'Istiqlal . Elle possède sa propre presse, un bimensuel:  « l'Action syndicale » et un quotidien : « le Petit Marocain ». 
Le 11 janvier 1944, des syndicalistes marocains participèrent au dépôt du Manifeste de l'indépendance, cette date constitua le début de la participation des travailleurs marocains dans le mouvement national et à la défense leurs intérêts.  Le 5 décembre 1952, le syndicaliste tunisien Farhat Hached fut assassiné par les autorités françaises, cet acte provoqua un soulèvement dans tout le pays. À la suite de cet assassinat, une grève générale des forces ouvrières fut décrétée par l'UGSM le 8 décembre 1952 au Maroc. En Algérie et en Tunisie, c'est également la grève générale. À Casablanca, plusieurs centaines de travailleurs marocains prenant part à cette grève générale tombent sous les balles de la police du régime du Protectorat, notamment dans le quartier des Carrières centrales et le quartier de Mers Sultan et de Hay Mohammadi. Ces événements sont une date clé dans l'Histoire syndicale marocaine. 

### L'Union marocaine du travail en 1955
Le 20 mars 1955, l'Union marocaine du travail (UMT) fut créée, presque tous les travailleurs marocains affiliés aux syndicats français en étaient membres, mais l'UMT n'avait guère de structures au début. Il fallut attendre l'indépendance effective du Maroc pour pouvoir s'organiser. En 1956, l'UMT compte dans ses rangs environ 65 000 adhérents. En 1960, la première scission au sein du syndicat national historique (UMT) voit le jour, le Parti de l'Istiqlal (PI) décide de créer sa propre centrale syndicale, l'Union générale des travailleurs du Maroc (UGTM). Selon le parti conservateur (PI), l'UMT était un syndicat partisan et lié aux forces progressistes de l'époque, notamment à l'Union nationale des forces populaires (UNFP) créé en 1959. 
Ainsi, « l'émiettement syndical » va continuer au fil des années en suivant les tendances politiques de l'époque. Les scissionnaires vont trouver leurs justifications dans le fait que l'UMT était un syndicat « purement syndicaliste », un syndicat « qui ne soucie pas de la politique », « il s'occupe seulement des revendications économiques et sociales des travailleurs », « un syndicat bureaucratique qui ne respecte plus la démocratie ». C'est justement ces justifications qui ont conduit, entre autres, l'Union socialiste des forces populaires (USFP) à créer la Confédération démocratique du travail (CDT) en 1978.

## Aspects juridiques
Le dahir du 16 juillet 1957 régissant les syndicats professionnels constituent la base juridique fondamentale des droits et des libertés syndicaux. Il stipule :
- les organisations syndicales participent à l'organisation et la représentation des citoyens,
- la liberté de création et d'adhésion au syndicat,
- le droit de grève demeure garanti,
- les fonctionnaires jouissent également du droit de constituer des organisations syndicales à l'exception des « agents qui sont chargés d'assurer la sécurité de l'État et la défense de l'ordre public », il s'agit des corps suivants : les Forces armées royales, Gendarmerie royale, les agents de sécurité (policiers de la Sûreté nationale, agents des Forces auxiliaires), douaniers, pompiers, gardiens de prisons, gardiens des Eaux et Forêts, les juges et les administrateurs du Ministère de l'Intérieur,
- aucune autorisation préalable n'est exigée par l'État pour la constitution des syndicats à l'exception du dépôt des statuts et de la liste des membres du bureau syndical,
- les syndicats professionnels jouissent de la personnalité civile et ont le droit d'ester en justice,
- les syndicats ont le droit de constater, d'acquérir des biens, de constituer des caisses mutuelles et de retraites, de créer des habitations, de signer des conventions collectives,
- l'illégalité de la dissolution des syndicats par la voie administrative,

## Liste des syndicats professionnels marocains
Les syndicats sont présentés par ordre chronologique de leurs créations, et selon les annuaires du Ministère marocain de l'emploi et de la formation professionnelle :

### Principaux syndicats professionnels
| n° | Syndicat                                      | Sigle  | Date de création | Siège      | Notes |
| -- | --------------------------------------------- | ------ | ---------------- | ---------- | --- |
| 1  | Union marocaine du travail                    | UMT    | 20 mars 1955     | Casablanca | en son sein cohabitent toutes les tendances politiques                                                              |
| 2  | Syndicat National de l'Enseignement Supérieur | SNESup | 17 juillet 1957  | Rabat      | habilité à défendre les droits et les intérêts des enseignants-chercheurs et à promouvoir l'enseignement supérieur. |
| 3  | Union générale des travailleurs du Maroc      | UGTM   | 20 mars 1960     | Casablanca | affilié au Parti de l'Istiqlal, né d'une scission avec l'UMT                                                        |
| 4  | Union nationale du travail au Maroc           | UNTM   | 15 juin 1976     | Rabat      | sa présence est relativement importante dans le secteur de l'enseignement                                           |
| 5  | Confédération démocratique du travail         | CDT    | 26 novembre 1978 | Casablanca | créé par l'Union socialiste des forces populaires, né d'une scission avec l'UMT                                     |
| 6  | Confédération générale du travail             | CGT    | 17 mai 2014      | Rabat      | né d'une scission avec CDT                                                                                          |

### Autres syndicatsprofessionnels
| n° | Syndicat                                              | Sigle | Création | Siège      | Notes                                                       |
| -- | ----------------------------------------------------- | ----- | -------- | ---------- | ----------------------------------------------------------- |
| 1  | Union des syndicats des travailleurs libres           | USTL  | 1963     | Casablanca | créé par le Mouvement populaire                             |
| 2  | Union des travailleurs marocains                      | UTM   | 1970     | Casablanca | -                                                           |
| 3  | Forces ouvrières marocaines                           | FOM   | 1970     | Casablanca | -                                                           |
| 4  | Syndicat démocratique du travail au Maroc             | SDTM  | 1973     | Tanger     | -                                                           |
| 5  | Union marocaine de l'action                           | UMA   | 1976     | Rabat      | créé par le Parti de l'action                               |
| 6  | Union nationale des syndicats des travailleurs libres | UNSTL | 1977     | Rabat      | proche du parti Rassemblement national des indépendants     |
| 7  | Union des syndicats populaires                        | USP   | 1983     | Casablanca | proche du Mouvement populaire                               |
| 8  | Syndicat national populaire                           | SNP   | 1991     | Rabat      | proche du Mouvement national populaire                      |
| 9  | Union national de l'action                            | UNA   | 1993     | Casablanca | -                                                           |
| 10 | Syndicat autonome du travail                          | SAT   | 1995     | Casablanca | -                                                           |
| 11 | Confédération générale des travailleurs du Maroc      | CGTM  | 1994     | Casablanca | proche de l'Organisation de l'action démocratique populaire |
| 12 | Syndicat national démocratique                        | SND   | 1996     | Casablanca | -                                                           |
| 13 | Union démocratique des travailleurs                   | UDT   | 1996     | Rabat      | -                                                           |
| 14 | Union des syndicats démocratiques                     | USD   | 1996     | Rabat      | créé par le parti du Front des forces démocratiques         |
| 15 | Commission ouvrières marocaines                       | COM   | 1997     | Casablanca | créé par le Parti du progrès et du socialisme               |
| 16 | Syndicat de l'action sociale                          | SAS   | 1998     | Casablanca | -                                                           |
| 17 | Syndicats confédérés                                  | SC    | 1998     | Rabat      | -                                                           |
| 18 | Organisation marocaine des travailleurs unis          | OMTU  | 2003     | Salé       | -                                                           |
| 19 | Fédération démocratique du travail                    | FDT   | 2004     | Casablanca | né d'une scission avec la CDT                               |
| 20 | Organisation démocratique du travail                  | ODT   | 2006     | Rabat      | né d'une scission avec la CDT                               |
| 21 | Syndicat national des ingénieurs marocains            | SNIM  | 2007     | Rabat      |                                                             |
| 22 | Union nationale de l'initiative syndicale libre       | UNISL | 2010     | Rabat      | centrale syndicale socio-participative                      |
| 23 | Union générale marocaine du travail                   | UGMT  | 2013     | Tanger     |                                                             |

## Syndicats étudiants au Maroc

### Histoire du syndicalisme étudiant au Maroc
L'histoire du mouvement syndical étudiant au Maroc a commencé en 1956 avec la création de l'Union nationale des étudiants du Maroc (UNEM). Après une première expérience nationaliste qui a duré 5 ans autour du Parti de l'Istiqlal, et donc unitaire, une seconde phase commence en 1961 lors du VIe congrès de l'UNEM à Azrou. La majorité des adhérents passe à l'opposition autour des gauchistes de l'Union nationale des forces populaires. En 1969, une troisième phase apparaît lors du XIIIe congrès du syndicat à Casablanca. En effet, les étudiants gauchistes, en particulier les avantistes d'Ila Al Amame contestent le pouvoir des étudiants socialistes. Ils prennent en effet position pour un Sahara « libre ». Les nouveaux débats ont lieu entre des forces réelles et des forces utopistes qui vont être peu à peu laminées par la répression des autorités marocaines. En effet, le 24 janvier 1973, l'UNEM fut interdite et les principaux dirigeants du syndicat furent arrêtés les uns après les autres. En 1981, le roi Hassan II décide l'instauration du régime militaire à l'École Mohammadia d'ingénieurs (EMI), noyau du mouvement syndical estudiantin de l'époque, en nominant un détachement militaire permanent des Forces armées royales à l'école.
La quatrième phase de l'UNEM commence en 1979 lors du XVIIe congrès du syndicat. En effet, les forces de gauches s'émiettent avec l'apparition de divers groupuscules, ceci coïncide avec l'arrivée progressive des islamistes qui se renforcent de plus en plus dans la société marocaine durant les années 1980. En conséquence les gauchistes de l'Organisation de l'action démocratique populaire tentent de reconquérir le syndicat étudiant en 1989 par une réorganisation de ses structures de base, mais sans succès. En effet, d'autres forces gauchistes parmi les étudiants entrent en scène, il s'agit des « Quaîdiyyin », ce qu'on pourrait traduire par les « partisans de la base ». Ils refusèrent toute réforme et déclarèrent qu'il fallait faire de la politique par le bas en créant des comités dans les universités marocaines. En 1991, ces comités se réunirent à Fès et créèrent un comité national, ce projet échoua à deux reprises (1991 et 1994) à cause du refus d'intégrer les étudiants islamistes dans ce comité. Toutefois, en 1995, les étudiants socialistes acceptent l'intégration des forces islamistes du mouvement Al Adl Wal Ihsane d'Abdessalam Yassine. Finalement, ce furent les étudiants islamistes qui prirent le pouvoir et dirigèrent l'UNEM en suivant la stratégie des nouveaux « Quaîdiyyin islamistes ».

### Mouvement syndicaliste étudiant dans les années 2000
Dans les années 2000? le Maroc compte deux principaux syndicats étudiants, il s'agit de l'historique Union nationale des étudiants du Maroc (UNEM) et l'Union générale des étudiants du Maroc (UGEM) sise à l'Agdal (Rabat), toutes les deux contrôlées par les islamistes, en particulier par ceux d'Al Adl Wal Ihsane. Toutefois, leur influence dans la vie estudiantine reste mineure. Les étudiants sont, en réalité, dépolitisés. En conséquence, les étudiants sont indifférents à leurs représentants syndicaux qui ne négocient avec personne et qui ne peuvent rien organiser à l'intérieur des locaux universitaires. Ceci est dû à une gestion mal structurée et souvent jugée d'« amateurisme ».
Selon une enquête réalisée en 2003, la seule chose qui intéresse les étudiants, ce sont leurs conditions de vie. Il n'existe en conséquence aucune culture politique chez les actuels étudiants et même chez leurs représentants syndicaux. Selon la même étude, 70 % des étudiants sont hostiles à la présence des partis politiques dans les espaces universitaires. D'autre part, 80 % d'entre eux ne connaissent pas les noms de syndicats estudiantins. Pour 84 % des étudiants, le courant islamiste serait le plus implanté dans les universités marocaines, contre 16 % pour les socialistes.